# Limbile vorbite în România
Există mai multe limbi vorbite în România, deși limba română rămâne singura limbă oficială națională. Este vorbită de aproximativ 90% din populație ca limbă maternă, alte limbi minoritare importante fiind: limba maghiară, limba romani (limba romă), limba ucraineană, limba germană și limba turcă. România este considerată una dintre țările cu cele mai dezvoltate legislații din Europa în ce privește drepturile minorităților, acestea având și dreptul de a-și folosi limba proprie în administrația locală și sistemul judiciar, în cazurile limitativ prevăzute de actele normative în vigoare. Legea administrației publice locale prevede că „în unitățile administrativ-teritoriale în care cetățenii aparținând minorităților naționale au o pondere de peste 20% din numărul locuitorilor, autoritățile administrației publice locale, instituțiile publice aflate în subordinea acestora, precum și serviciile publice deconcentrate asigură folosirea, în raporturile cu aceștia, și a limbii materne”. Articolul 131 din aceeași lege precizează că prevederile privind folosirea limbii minorităților naționale râmân aplicabile și în cazul în care, din diferite motive, după intrarea în vigoare a legii, ponderea cetățenilor aparținând unei minorități naționale scade sub procentul de 20%. Atunci când a apărut Legea administrației publice locale erau in vigoare datele oficiale ale recensămantului din 1992. Lista localităților cu o pondere de peste 20% a unei minorități naționale conform recensământului din 1992, unde autoritățile administrației publice locale, instituțiile publice aflate in subordinea acestora, precum și serviciile publice deconcentrate sunt obligate să asigure folosirea limbii minorității respective apare în Hotărârea 1206 din 2001.

## Maghiară
Limba maghiară este o limbă regională a României, fiind vorbită în Transilvania, Banat, Crișana, Maramureș și Moldova de către minoritatea maghiară. Astăzi este predată în secțiile maghiare din școli. Are 1.431.807 de vorbitori, adică 6,6% din populația României. Este limba majoritară în județul Harghita și în județul Covasna, iar în județele Mureș și Satu Mare este utilizată de aproximativ 50% din populația acestor județe. Este vorbită în șase graiuri: sudic (în Timiș), de la Tisa (în Arad), de nord-est (în Crișana), ardelenesc (în Transilvania și Maramureș), secuiesc (în Harghita, Covasna, Mureș) și ceangăiesc (în Moldova).

## Romani

Procentajul vorbitorilor de limba romani printre rromii din România

Limba romani este utilizată de 1,2% din populația țării (273.500 de persoane). O mare parte a romilor nu mai vorbesc limba romani, ei folosind română. În unele zone din Ardeal, romii vorbesc maghiara. În cele mai multe cazuri limba romani nu se studiază în școli, neexitând o acceptare a minorității rome în rândul populației majoritare, din cauza impactului fenomenului discriminării etnice.

## Ucraineana
Limba ucraineană a rămas în uz în ciuda faptului că utilizarea ei a fost deseori limitată sau chiar interzisă și a fost păstrată de ucraineni în folclor, muzică și literatură. Potrivit recensământului din 2011, 51.703 de persoane (0,3%) din populația României s-au declarat etnici ucraineni, cu toate că neoficial se crede că sunt în jur de 300.000. Majoritatea lor se regăsește în județele Maramureș, Suceava, Timiș, Caraș-Severin și Tulcea. Ei vorbesc graiurile huțul și bucovinean (ambele făcând parte din grupul lingvistic ucrainean de sud-vest).

## Germana
Limba germană este folosită de 2,4% din cetățenii români și datorită faptului că în 10% din școlile din România se predă germana. În 2011 mai existau doar 37.000 de germani în România, reprezentând 0,2% din populația țării. Germana este vorbită în trei dialecte: dialectul săsesc (în județele Bistrița-Năsăud, Sibiu și Brașov), dialectul șvăbesc (în Banat și Satu Mare) și țipțăresc (în Maramureș).
Germana este a treia limba străină în România, fiind predată la toate facultățile de limbi din țară.

## Rusa
După venirea comuniștilor la putere, limba rusă a fost studiată obligatoriu în toate școlile din România ca a doua limbă maternă. Din 1965 nu a mai fost obligatorie, iar după prăbușirea comunismului a fost eliminată din toate țările aflate sub influența fostei URSS. În anul 2014, în afara etnicilor care o studiau ca limbă maternă, mai erau aproximativ 500 de elevi care studiau limba rusă în școlile din România, ca limbă modernă 2 sau 3.
În 2007, Vladimir Putin a semnat decretul prin care a fost înființată Fundația "Lumea Rusă" (Russkiy Mir), finanțată din fonduri guvernamentale și implicată în deschiderea a peste 80 de centre culturale în diverse țări de pe glob. Două astfel de centre au apărut și în România, în cadrul Academiei de Studii Economice (2009) și Universității Babeș-Bolyai (2011), în care se predă gratuit limba rusă pentru începători și sunt organizate diverse evenimente de promovare a culturii rusești.

## Engleza

Cunoașterea limbii engleze în Uniunea Europeană

Engleza este principala limbă străină vorbită în România. Limba engleză se învață și se folosește în România de la începutul anilor 1800. Potrivit Eurostat, 17% dintre românii vorbitori de engleză afirmă că vorbesc limba engleză foarte bine, 32% bine, iar 52% satisfăcător. Potrivit aceluiași raport, în 2011 în România 99% dintre elevi învățau engleza ca principala limbă modernă.
În studiul EF English Proficiency Index 2016, România ocupă locul 20 din 72 de țări evaluate la nivel mondial în ceea ce privește competențele de limbă engleză pe care le au locuitorii și modul în care aceștia reușesc să le pună în practică în relațiile sociale și profesionale.

## Franceza
În România peste 25% dintre români vorbesc limba franceză. În prezent, un număr important de tineri români învață franceza ca prima sau a doua limbă străină, iar învățământul bilingv s-a dezvoltat în peste 63 de licee. România are mai bine de 10.000 de profesori de limba franceză, reuniți în Asociația Profesorilor de Franceză (cu 13 filiale). Aproximativ 1,5 milioane de elevi învață limba franceză. În ceea ce privește învățământul universitar, există deja mai multe filiere francofone și mai bine de 300 de parteneriate regrupează instituții de învățământ superior din România și străinătate, contribuind la asigurarea unei puternice mobilități internaționale. La acestea se adaugă un număr semnificativ de studenți în cadrul secțiilor de limbă franceză și mai mult de 20 de universități titulare ori asociate la Agenția Universitară a Francofoniei. Importanța acordată studiului limbii franceze în România se manifestă, de asemenea, prin prezența a patru institute și centre culturale franceze (situate în București, Cluj-Napoca, Iași și Timișoara), precum și a patru filiale ale Alliance française la Brașov, Constanța, Ploiești și Pitești.

## Statistici
Oficiale
     Beneficiază de protecție generală sub Carta europeană a limbilor regionale sau minoritare
     Beneficiază de protecție sporită
| Limbă minoritară | Număr de vorbitori |
| ---------------- | ------------------ |
| Albaneză         |                    |
| Armeană          | 739                |
| Bulgară          | 6.518              |
| Cehă             | 2.174              |
| Chineză          | 2.039              |
| Croată           | 5.167              |
| Germană          | 26.557             |
| Greacă           | 2.561              |
| Idiș             | 643                |
| Italiană         | 2.949              |
| Macedoneană      | 769                |
| Maghiară         | 1.259.914          |
| Poloneză         | 2.079              |
| Romani           | 245.677            |
| Rusă             | 18.946             |
| Ruteană          |                    |
| Sârbă            | 16.805             |
| Slovacă          | 12.802             |
| Tătară           | 17.677             |
| Turcă            | 25.302             |
| Ucraineană       | 48.910             |

Incluzând vorbitorii de limbă secundă
| Limbă            | Număr de vorbitori | Număr de vorbitori | Distribuție geografică                                                                                                   | Statut                | Ref.   |
| Limbă            | L1                 | L2                 | Distribuție geografică                                                                                                   | Statut                | Ref.   |
| ---------------- | ------------------ | ------------------ | --- | --------------------- | ------ |
| Albaneză         |                    |                    | București și județul Constanța Județul Dolj: Craiova                                                                     | Dispersată            | [ 13 ] |
| Armeană          | 740                | 740                | Împrăștiată | Dispersată            | [ 13 ] |
| Aromână          | 28.000             | 28.000             | Județele Constanța și Tulcea Orașe mari precum Bucureștiul                                                               | Dispersată            | [ 13 ] |
| Bulgară          | 6.520              | 6.520              | Județele Arad și Timiș                                                                                                   | Dispersată            | [ 13 ] |
| Cehă             | 2.170              | 2.170              | Județul Caraș-Severin: Bigăr, Gârnic, Ravensca și Șumița Județul Mehedinți: Eibenthal                                    | Dispersată            | [ 13 ] |
| Găgăuză          |                    |                    | Județele Constanța și Tulcea                                                                                             | În curs de dezvoltare | [ 13 ] |
| Germană          | 26.600             | 1.300.000          | Județele Arad, Maramureș, Sălaj, Sibiu și Timiș                                                                          | Dispersată            | [ 13 ] |
| Greacă           | 2.560              | 2.560              | București, Constanța, Prahova, Tulcea și alte zone urbane                                                                | Dispersată            | [ 13 ] |
| Idiș             | 640                | 640                | București | În schimbare          | [ 13 ] |
| Italiană         | 2.950              | 1.410.000          | Județul Timiș | Dispersată            | [ 13 ] |
| Maghiară         | 1.260.000          | 1.260.000          | Județele Alba, Bacău, Bihor, Bistrița-Năsăud, Brașov, Cluj, Covasna, Harghita, Mureș, Neamț, Satu Mare și Sibiu          | Provincială           | [ 13 ] |
| Poloneză         | 2.080              | 2.080              | Județul Suceava | Dispersată            | [ 13 ] |
| Romani balcanică |                    |                    | Împrăștiată | Viguroasă             | [ 13 ] |
| Romani carpatică |                    |                    | Județul Cluj Județul Mureș: Bahnea, Glodeni și Târgu Mureș                                                               | În curs de dezvoltare | [ 13 ] |
| Română           | 18.700.000         | 18.700.000         | Larg răspândită | Națională             | [ 13 ] |
| Sârbă            | 16.800             | 16.800             | Județele Arad, Caraș-Severin, Mehedinți și Timiș                                                                         | Dispersată            | [ 13 ] |
| Slovacă          | 12.800             | 12.800             | Județele Arad, Bihor, Sălaj și Timiș                                                                                     | Dispersată            | [ 13 ] |
| Tătară crimeeană | 22.000             | 22.000             | Județul Constanța | În curs de dezvoltare | [ 13 ] |
| Turcă            | 25.300             | 25.300             | Județele Constanța și Tulcea                                                                                             | Dispersată            | [ 13 ] |
| Ucraineană       | 48.900             | 48.900             | Județele Arad, Botoșani, Caraș-Severin, Maramureș, Satu Mare, Suceava și Timiș Județul Tulcea în sud-est (Delta Dunării) | Dispersată            | [ 13 ] |
| Vlax romani      | 246.000            | 246.000            | Cele mai mari concentrații în județele Caraș-Severin și Dolj Împrăștiată în alte zone din sud și sud-est                 | Amenințată            | [ 13 ] |